# 위문
백운봉암문(白雲峰暗門)의 크기는 높이 1.7m, 폭 1.9m(높이 6척 3촌(寸)) 가량이다. 
북한산성에는 6개의 대문과 7개 암문 1개 수문이 설치되었는데, 암문은 성곽의 깊숙하고 후미진 곳에 적이 알지 못하게 만든 비상출입구로 그 중 하나이다. 백운봉과 만경봉사이에 위치해있다. 일제시대 이후 위문으로 널리 통용되고 있었다. 방형의 문으로 출입구는 높이 1.7m, 폭 1.9m 가량이다. 문 내부에는 성의 바깥쪽으로 문비(門扉)를 달았던 원형의 돌확구멍과 장군목을 건너질렀던 방형 구멍이 남아있다.

## 명칭 유래
조선 시대 북한산성 축성 당시의 이름은 백운봉암문이었다. 그러나 일제가 들어서면서 이름을 위문으로 고쳤다. 지금은 일제 잔재를 없애려는 노력으로 이름을 백운봉암문으로 다시 고쳐 부르고 있다.